# 松田優作
松田 優作（まつだ ゆうさく、1949年〈昭和24年〉9月21日 - 1989年〈平成元年〉11月6日） は、山口県下関市出身の俳優、歌手。2020年現在、肖像権は死没時の所属先であるセントラル・アーツ（東映）、キャラクターライセンシングは1998年に設立されたオフィス作がそれぞれ管理している。身長183cm。空手は二段というプロフィールもあるが、実際には空手有段者ではなかった。

## 経歴

### 生い立ち
山口県下関市で、日本人の父と当時、質屋を営む韓国人（在日1世）の母との間に非嫡出子として生まれた。本名は金優作、父親は長崎出身の保護司で当時39歳、郷里に妻子を持つ180センチメートル近い大柄な男性だった。父親は優作が生まれてすぐに死んだ。2人の異父兄がおり、兄弟仲は良かったが、次第に自身の出生の秘密に気付き始め、それが原因で孤独を感じるようになる。
1957年下関市立神田小学校へ入学。1963年下関市立文洋中学校へ入学。1966年山口県立下関第一高等学校（現・山口県立下関中等教育学校）へ入学。1967年11月、「米国へ行って弁護士になれ」との母親からの厳命により、不本意ながら山口県立下関第一高等学校を2年で中退し、叔母夫妻を頼って米国籍を得る為に渡米する。
カリフォルニア州モントレー郡シーサイド市のシーサイド高校に入学。しかしながら、叔母夫妻の離婚訴訟や言葉のギャップなどに悩み、1968年9月に母に無断でシーサイド高校を中退する。シーサイド大学の体育館で観たニューヨークのアングラ劇団「ラ・ママ」を観て、こんな世界があるのかと感銘を受け、芝居をやりたいと思い立ち帰国。長兄一家が居住する東京都豊島区のアパートに居候し、豊南高等学校夜間部普通科の4年生に途中編入。1970年に関東学院大学文学部に入学する。

### 1970年代の活動
1971年3月、劇団『文学座』の入所試験を受けるも一次の筆記試験で不合格。同年5月、金子信雄主宰の劇団「新演劇人クラブ・マールイ」に入団。ここで最初の妻美智子と知り合う。卒業式の場で主催者の金子から𠮟責を受け、退団する。
1972年4月、文学座付属演技研究所十二期生となり、文学座同期には阿川泰子、高橋洋子、山西道広、1期後輩に中村雅俊、1期先輩に桃井かおりがいた。役者に専念するために、6月には大学に退学届を出す。この頃、『突撃! ヒューマン!!』のヒューマン/岩城淳一郎役のオーディションを受けたという。また、1969年（昭和44年）頃の無名時代に新宿駅東口のトリスバー「ロック」でバーテンダーを務めていた際に、客として来ていたひし美ゆり子、原田大二郎、村野武範らと知り合い交友を結んでいる。村野は自身が出演していた『飛び出せ!青春』のプロデューサーである岡田晋吉が新人俳優を探していることを聞き、「自分の研究所にちょっと面白い男がいる」と松田を推薦した。岡田が後で聞いた話によると、村野は優作を優秀な俳優として推薦したわけでなく、この前日麻雀に負けた時の約束で、仕方なく優作を岡田に紹介したということだった。岡田は文学座の稽古場に視察に行くと、芝居に対する体当たりの真剣さと、強引とも思える度胸の良さに驚く。テストでチョイ役に出演させると、迫真の演技にスタッフも度肝を抜かれた。これがきっかけで、1973年、刑事ドラマ『太陽にほえろ!』にジーパン刑事としてレギュラー出演、その活躍と殉職シーンが話題となる。また、志垣太郎主演の東宝『狼の紋章』にて映画初出演を果たした。
同時期、『太陽にほえろ!』出演を機に「現在は松田優作という通称名を使っているので番組の関係者にも知られていませんが、もし僕が在日韓国人であることがわかったら、みなさんが失望すると思います」という理由で法務省に帰化申請を行い、日本国籍を取得。これにより、通名だった松田優作が本名となった。
1974年には黒木和雄監督の時代劇映画『竜馬暗殺』で、主演の原田芳雄と共演し、時代劇初出演。松田優作は原田芳雄に心酔し、後に原田家の隣の家に引っ越したという。続いて74年11月公開の澤田幸弘監督、日活制作のコメディ・青春映画『あばよダチ公』で映画初主演を果たす。映画評論家、樋口尚文は、同作品に高評価を与えている。
1976年1月31日、前年7月19日に行なわれた『俺たちの勲章』の鹿児島ロケ打ち上げの際、19歳の予備校生に対して共演者と共に暴力を振るい、全治3か月の重傷を負わせた容疑で警視庁新宿警察署に逮捕される。このため、毎日放送の4月新番組『隠し目付参上』をクランクイン寸前に降ろされ、1年間テレビドラマのレギュラー出演を自粛した。岡田晋吉は「鹿児島などの事件で芸能界が彼を半年間の謹慎処分にしたというのは噂だけです。真相は松田自身が"休みたい"と自分から相談を持ち掛けたからで、仕事をしないのはあくまで松田自身の自主規制です。私自身、スケジュールさえ合えばすぐに彼と仕事がしたいと思っています」と述べている。同年2月5日、東京地方検察庁は傷害容疑で松田を起訴、同年3月10日、東京地裁で懲役10月、執行猶予3年の有罪判決を受ける。
1976年、東映『暴力教室』 （岡本明久監督）により映画復帰を果たす。同作品では安西マリアらと共演した。また、同年に公開された時代劇『ひとごろし』では、臆病な侍という今までになかった役柄を演じ、時代劇初主演となる。同年7月25日にはアルバム『まつりうた』で歌手デビュー。1977年、刑事ドラマ『大都会 PARTII』でテレビに本格復帰した。
1979年には村川透監督角川映画『蘇える金狼』主演。この映画の前には、ハワイへ飛び、射撃場で実弾射撃演習をおこなった。同年、澤田幸弘監督のアクション映画『俺達に墓はない』主演。また、映画では推理・ミステリー映画『乱れからくり』 （泡坂妻夫原作、児玉進監督）。同年にはテレビドラマ『探偵物語』に主演。この頃多くのアクション映画に主演しているが、ボブ・ディランをもじった朴李蘭の名で、劇団の旗揚げも行う。

### 1980年代の活動
1980年に村川透監督の東映映画『野獣死すべし』では、撮影のために10kgの過酷な減量だけでは飽き足らず、奥歯を4本抜き、さらに山籠もりまでしたという。1981年、黒澤満を信頼し、熊谷美由紀と一緒に東映系のセントラル・アーツに移籍。この後、アクション映画からしばらく距離を置き、演技派俳優への道を模索する。また、70年代後半には、サングラスをかけて原田芳雄の模倣、その後、萩原健一の演技をマネするなど、好きな俳優の演技スタイルを取り入れてしまうことは、映画業界でよく知られていた。この時期には音楽活動にも熱中し、ドラマ「探偵物語」では自身の出演場面を減らした回もあった。行きつけの酒場「レディ・ジェーン」の店主、大木雄高によれば、ジャズ、フリー・ジャズや、ピアソラのタンゴなどを好んで聴いていたという。
1981年、泉鏡花原作の文学作品『陽炎座』、松田優作の楽曲が織り込まれ、かつ、主人公の少年愛的な場面を描いた工藤栄一監督の『ヨコハマBJブルース』に主演。それまでのイメージとは異なる役柄を演じた。また『新・事件 ドクターストップ』以降、『新・夢千代日記』『女殺油地獄』『追う男』とNHKドラマへの出演が続いた。また、82年の向田邦子ドラマ『春が来た』で桃井かおりと共演した際に、桃井から「ドラマをなめてる」と言われ、大げんかになったこともある。
1986年には映画『ア・ホーマンス』製作途中で、作品の方向性に関して意見が食い違ったため、監督の小池要之助が降板。松田自らがメガホンを取ることとなり、これが最初で最後の監督作品となった。やくざ抗争とSFテイストを融合した異色の作品である。

### 病と死去
1988年、深作欣二監督の時代映画『華の乱』では、国民的女優吉永小百合と共に主役を演じる。この撮影をしている頃から、松田は尿が出なくなり腹がパンパンに張っていたという。その後、最後の作品ともなったアメリカ映画『ブラック・レイン』に出演し、念願のハリウッドデビューを飾る。同映画の撮影開始前の1988年9月27日に自宅のトイレで倒れ東京都武蔵野市にある西窪病院 （現在の武蔵野陽和会病院）に緊急入院し、自身が癌に侵されている事を知るが、延命治療を拒み、撮影に挑んだ（妻の松田美由紀によると、癌の診断を信用せず次々に医師を変え、治療に進まなかったため知己の医師に「今は癌ではないが放置すると癌になる」と説得してくれるよう頼んでいたという）。なお、病気の事実を知る者は、撮影関係者では安岡力也のみであり、周囲にも堅く口止めがされていた。
1989年8月頃から腰が痛いと言い始め、10月6日、第3回東京国際映画祭で来日中の『ブラック・レイン』のリドリー・スコット監督に「どうしても挨拶したい」と出席したが、舞台挨拶を断り帰宅。これが公に見せた最後の姿だった。翌10月7日、治療のため通院していた西窪病院に最後の入院。
1989年11月6日午後6時45分、入院中の西窪病院で膀胱癌の腰部転移により死去。40歳没。法名は、「天真院釋優道」。墓所は、東京都あきる野市の築地本願寺西多摩霊園。所属事務所の後輩で、松田が弟の様に可愛がっていた仲村トオルは松田の遺体の前で「優作さん! 起きてください! 早すぎるよ!!」と泣き叫んだ。葬儀には萩原健一、倍賞美津子らも参列した。萩原健一は妻の松田美由紀の手を取り、涙ながらに弔意を述べていた。

### 没後
2000年の発表の『キネマ旬報』の「20世紀の映画スター・男優編」で日本男優の12位、同号の「読者が選んだ20世紀の映画スター男優」でも第12位になった。2014年発表の『オールタイム・ベスト 日本映画男優・女優』では日本男優6位となっている。
日本郵便が2006年10月10日に発行した特殊切手「日本映画II」(現代の名作)(1980年 - 2000年代公開)は、代表的な日本映画10作品を選定しているが、その1本に松田主演の映画『蘇える金狼』が選ばれた。

## 人物
- 公称・身長185cmの長身（妻・美由紀証言では実身長183cm）と発表されていたが石原裕次郎が公称181cmとなっており、183cmでは身長差がないので185cmと発表したとプロデューサーが言っていた。1975年に本人に取材した記事では186cmと述べている[9]。番組ではタフなキャラクター、抜群の運動神経と長い手足を生かしたその動きはそれまでの俳優にはない独自のものであり、基本的にアクション・スタント シーンにスタントマンを使うことはなかった（『探偵物語』のバイクジャンプシーンなど、危険なシーンなどではスタントマンを起用している）。萩原健一と並んで同時代を代表するスターである。
- 晩年は、伊豆市熊坂に禅道場を開いていた宗教家Iを「心の師」と仰ぎ般若心経の読誦や座禅、写経などに励めば癌は治ると信じていたため、また西窪病院の主治医が余命宣告をしなかったため、死の直前まで自分が本当に死ぬとは実感していなかった（松田 2008[2] 第5章）。
- 初期のプロフィールには空手2段と書かれていたが、国際空手道連盟・極真会館機関誌には1969年6月20日付、4級合格者として記録されている。同日付では第1回世界大会優勝者・佐藤勝昭と一緒であり最終的な昇級昇段は不明である。
- デビュー前の大学生時代にTVドラマ「ワイルド7」にエキストラ出演しており、最終話「スパイダーの最後」でその姿を確認することが出来る。ゴールド・サタン：山本麟一のボディーガード役で後ろに立っている。
- デビュー時はアクションスターとして注目されたが、演出家に対して徹底して食いついて演出面にも追求（カップに注がれた消え物のコーヒーについて「なぜ湯気が立っているんだ!」「これは誰が飲むものなんだ!」など）するなど芝居に対して非常に勉強熱心で、個性派俳優として次第に役の幅を広げていった。強烈なカリスマ性をもつ俳優であり、松田の演じるキャラクターや、本人そのものをイメージした格好を真似る若者を産み、また同業者である後輩にも、彼のスタイルを踏襲した俳優（古尾谷雅人、又野誠治など）も登場した。
- 自分の仲間を非常に大事にし、金子正次、中村雅俊、丸山昇一、佐藤蛾次郎、萩原流行など優作と親交が深かった多数の友人が優作の伝記で彼の人となりを熱く語っている。佐藤は後年「優作ほど先輩を立てる役者はいなかった」と振り返っている。店で打ち上げをやっていた時に、同じ店に来ていた他の客がバカにしたような口調で佐藤に「蛾次郎ー」と囃し立てると松田は激怒し、本気でその客に殴りかかりそうになったというエピソードもある。
- 文学座の先輩の西岡徳馬によると、『太陽にほえろ!』で当人が「ジーパン刑事」役になったのは自分（西岡）がきっかけだという。親交のあった6代目市川染五郎（後の9代目松本幸四郎、現：2代目松本白鸚）一家とハワイ旅行に出掛けた時のショッピングで、当時まだ日本ではレアなものだったジージャンとジーパンの上下セットを見つけ、これを買って帰国して着ていたところ、文学座のマネージャーに「自分も欲しい」といった興味を示され、食い下がるマネージャーのために西岡も心当たりを探したがなかなか見つからず、それで他の店で似た物を見つけて購入し、松田はこれを着させられた。その後松田本人がジージャンとジーパンの上下のままで『太陽にほえろ!』のスタッフに会ったなどのことは不明だが、その後ジーパン刑事と名付けられて活躍することになる[25]。
- 大都会シリーズで監督を務めた舛田利雄は、台本に無いセリフを連発したり、台本に無い演技をする松田について、「ああいう役者は好きな様にやらせておけばいい、そうでないと使う意味が無い。」と評した[26]。
- 前妻の松田美智子の話によると、優作は遊郭の一角で生まれ育ったことや、韓国籍であることを死活問題のように悩んでいたという。また、美智子は「ファンが語る優作は、どこか漫画的です。[27]」と語っている。
- 麻雀が非常に強かったと関係者は語っている。また後の自身の主演映画『最も危険な遊戯』の冒頭の雀荘のシーンにて「その強さ」を自身の役柄である殺し屋・鳴海の口から語らせている。
- 『太陽にほえろ!』を降板する際、後任の勝野洋へなにかアドバイスをと求められて、「走る姿を研究しろよ」と答えたという。そもそも松田の前任だったマカロニ刑事役の萩原健一を番組出演へと説得する際に、監督の竹林進が言った「走ってる姿を撮りたい」を基本コンセプトに、「走る」ことは同番組の代名詞として後々まで受け継がれた。
- 『大都会PARTII』の撮影中、ロケ現場ではしゃいでいる子供にからかわれたことがあり、その際「考えると俺達って昼間からこんなおかしいことをやっているんだよな…」と自分が一般とは違う世界で生きているのに気づき、それを期に「よし、誰にも文句を言わせない作品を撮るぞ!」と決心し、それが後のモチベーションにつながった。
- 六月劇場の研修生だったころ、黒澤明監督の自宅を訪問し、3日間座り込んで弟子入りを迫った。しかし、3日経っても黒澤に会うことは出来ず追い返されてしまう。後に松田は、「俺は一生かかっても必ず有名になってみせる。だが有名になっても黒澤監督の映画にだけは決して出んからな」と語っていた。
- 下積み時代、「俺が売れないのは一重瞼だからだ」とコンプレックスをもらしており、後に瞼を二重に整形している[28]。金銭面で困窮していた時期であったが何とか手術費用を捻出した。当時の二重瞼の手術の主流は切開法であり、術後約1週間で抜糸を行うが「費用がまた何万円もかかるのではないか…」と懸念した松田は抜糸予定日に病院へは行かず、自宅で鏡を見ながら裁縫用の小さなハサミを用いて抜糸をしたと語っている。その際、無理に糸を引き抜き、消毒も十分にしなかったため後々まで跡が残った。実際は抜糸までが手術費用に含まれており、再診でかかる費用はせいぜい消毒代と化膿止めの薬代、数千円程度であったと後に知り、後悔したという。
- 松田美由紀は松田を「普段のファッションには無頓着で、放っておいたら何を着だすか分からない程だった」という。近視で、普段掛けていた眼鏡も上部が黒縁のいわゆるオヤジ眼鏡だった。
- 『太陽にほえろ!』出演当時は運転免許を有していなかった為、車の運転場面は全て代役である。勝野洋や下川辰平も同様であった。後の『探偵物語』1979年（昭和54年）ではベスパに乗っていて、自動二輪免許は所有していた。さらに後には4輪免許も取得（文学座時代から親しかった重松収によれば、普通自動車免許は、『ブラック・レイン』の撮影がすべて終わり、帰国したのと同時に取得[29]。松田優作本人が自動車の運転をしている作品は、「華麗なる追跡 THE CHASER」となる）。ドラマでベスパを使用することを助言したのは、友人の岩城滉一。当時の松田は中型自動二輪免許（現：普通二輪）を取得したばかりで、プライベートではホンダGL400に乗っていたが岩城の「それダサイよ」の一言で、ベスパを使う決心をしたといわれている[30]。そのベスパは後に松田の私物になり、松田の没後も長年、自宅の地下室に安置されていた。2023年11月にベスパは、探偵物語の監督を務めた村川透の生家に開設された山形県村山市の私設多目的ホール「アクトザールM.」の展示室に移したことが妻の松田美由紀のインスタグラムにて報告されている[31]。
- 角川春樹によれば、要領が良い反面、臆病な一面があり、映画『人間の証明』のニューヨークでのロケ撮影中に傷害沙汰を起こし、角川が示しをつけるためホテルに呼び出した際、入室直後に「何をされても結構です」と土下座をかまし、タイミングの可笑しさで角川の怒りを治めてしまったが、その後の飲み会でダウンタウンに行った際、黒人しかいない店に入ると終始怯えた表情を取り、「怖いのか？」と角川が訊くと、「いえ」と強張りながら飲み続けていたという。また、角川とは毎年、赤坂のフグ料理屋で2人だけの忘年会を行い、最後の〆にフグ雑炊を松田が、自分の手で作るのが恒例だったという[32]。
- ロバート・デ・ニーロは映画『ブラック・レイン』での松田の演技を絶賛、共演したいと松田にオファーを出したが、亡くなったことを知り落胆したという話がある。
- 一日100本以上のヘビースモーカーであった。しかし、尊敬する渡哲也が「大都会PARTII」の撮影で出番以外禁煙を始めたことを受け、優作自身は禁煙とまではいかなかったが一日15本まで減らしたという。
- 1980年（昭和55年）4月29日放送の『徹子の部屋』に出演した際は、飲酒、喫煙しながらトークをおこなった[33]（もっとも、当時同番組において同様の例は他のゲストでも多く見られた）。
- 長らくCM出演を固辞していた松田初めてのCMは、1982年麒麟麦酒「キリンライトビール」[34]。1976年の『曽根崎心中』以降、役者付いていた宇崎竜童が原田芳雄と親しくなり、弟分の松田とも親しくなっていた1982年に大手広告代理店から、宇崎・原田・松田の3人が共演するCMを作りたいと依頼された[34]。今でこそ知名度の高いタレントが複数登場するCMは当たり前だが、当時の業界の常識は、知名度が高いタレントが単独で登場するからこそインパクトが強いと考えられていて、複数の芸能人が共演することはなく、その常識を覆すCMであった[34]。松田も原田芳雄もCM出演はそれまでなく、麒麟麦酒がアメリカではシェア50％以上を占める「ライトビール」がこれからは日本でも主流となるだろうと先読みし、思い切ったCMをやりたいと考案したものであった[34]。しかし宇崎に送られてきた絵コンテを見ると『8時だョ!全員集合』のようなコントそのものの内容[34]。演出サイドが意外性を狙い過ぎているのは分かったが、原田と松田がこれに同意するとは思えないし、まあ企画会議の席上で異を唱えればいいか、と宇崎は考えて、原田と松田には連絡しなかった[34]。すると企画会議の前日（当日の）深夜2時過ぎに宇崎宅へ電話があり、松田が地の底から響くような声で「おい！殺すぞ！！」と宇崎に言った。激怒しているときの松田に取り付く島もないことを宇崎も承知しているため、言い分を聞くと、宇崎は絵コンテを承諾したと制作サイドに伝えられており、「明日の企画会議であんたを殺す。それがイヤだったら、屈強なボディガードを3人ほど用意しておくんだな！」と捨て台詞を残し一方的に電話を切った[34]。企画会議では宇崎の無実が明らかになり、松田は何10枚も自分で書いてきた絵コンテを次々と繰り出し熱意のあるプレゼンを展開した。企画会議終了後に松田は宇崎に「オレの誤解でした。本当に失礼なことを言って申し訳ありませんでした」と深々と頭を下げて謝罪した[34]。同CMは鈴木清順の演出で1982年夏にハワイロケが行われたが、タキシードの衣装が暑すぎて撮影の合間に冷房の効いたロケバスで休んでいた。すると隣のロケバスのカーテンの隙間から熟睡しているプロデューサーの姿が見えた。スタッフにも自分と同じ熱量を求める松田は「あの昼寝野郎…」と呟き怒りを露わにした。この時は何とか収まったが、CM本編の撮影が全て終了し、ポスター撮影の段階になった時、またまた松田が独自案を披露した。これが制作サイドとは正反対の内容で、一からロケハンをやり直さなければならないものだった。松田が熱く説明をしていると、先の昼寝プロデューサーが面倒くさそうに「分かりましたよ」と適当にあしらったことで松田は激怒し、テーブルを乗り越えて対面に座っていたプロデューサーを平手打ち、さらにカメラマンにも「あんたも同じだ！」と続けざまに平手打ちをした[34]。完成したCMは好評を博し、続編の声も上がったが、平手打ちをされたカメラマンがこの後「暴行事件」として週刊誌に暴露し、続編はなくなった[34]。
- 2009年（平成21年）、松田優作本人が穿いていたジーンズをイメージして作られた特製ジーンズ（股下38インチ、左フロントポケットはライターの定位置だったために四角形に色落ち）が20回忌となる11月6日にフルカウントより発売された。
- 吉田拓郎のファン[35]。

## 家族
- 劇団仲間であり、離婚後に優作についての著書を皮切りに『完全なる飼育』などの代表作を持つ作家になる・松田美智子と1975年（昭和50年）9月21日に結婚。長女が生まれるも、女優・熊谷美由紀（現・松田美由紀）との不倫が原因で1981年（昭和56年）12月24日に離婚。美由紀とは『探偵物語』の共演で出会い、「今まで見たことが無いエキセントリックな女だ」と衝撃を受け、「この女から離れられない」と感じたという。龍平出産後の1983年に結婚。
- 美由紀との間に、順に長男・龍平、次男・翔太、長女・Yuki[36][注釈 10]がいる。また、翔太の妻でモデルの秋元梢の父親は元大相撲力士で第58代横綱の千代の富士貢。

## 出演

### 映画
1973年（昭和48年）
- 狼の紋章、東宝、監督: 松本正志 - 羽黒獰 
初映画出演作にして主人公の敵・羽黒獰役を射止めている。

1974年（昭和49年）
- ともだち、日活児童映画、監督: 澤田幸弘 - 小松
- 竜馬暗殺、映画同人社・ATG、監督: 黒木和雄 - 右太 
時代劇初出演で、竜馬の敵、右太役を演じている。
- あばよダチ公、日活、監督: 澤田幸弘 - 夏木猛夫

1976年（昭和51年）
- 暴力教室、東映、監督: 岡本明久 - 溝口勝利
- ひとごろし、永田プロ・大映・映像京都 - 双子六兵衛

1977年（昭和52年）
- 人間の証明、東映・角川映画 - 棟居刑事

1978年（昭和53年）
- 最も危険な遊戯、東映セントラルフィルム、監督: 村川透 - 鳴海昌平
- 殺人遊戯、東映セントラルフィルム、監督: 村川透 - 鳴海昌平
- 沖縄列伝・第一 島小 (しまぐわ)、自主ドキュメンタリー、監督: 吉田豊 - 松田はナレーションを担当。

1979年（昭和54年）
- 乱れからくり、東宝、監督: 児玉進 - 勝敏夫
- 俺達に墓はない、東映セントラルフィルム、監督: 澤田幸弘 - 島勝男
- 蘇える金狼、東映・角川映画、監督: 村川透 - 朝倉哲也
- 処刑遊戯、東映セントラルフィルム、監督: 村川透 - 鳴海昌平

1980年（昭和55年）
- レイプハンター 狙われた女、にっかつ、監督: 澤田幸弘 - 保険勧誘員  (ゲスト出演)
- 薔薇の標的、東映、監督: 村川透 - バーの客 矢沢  (友情出演)
- 野獣死すべし、東映・角川映画、監督: 村川透 - 伊達邦彦

1981年（昭和56年）
- ヨコハマBJブルース、東映セントラルフィルム、監督: 工藤栄一 - BJ
- 陽炎座、シネマ・プラセット、監督: 鈴木清順 - 松崎春狐

1983年（昭和58年）
- 家族ゲーム、にっかつ・NCP・ATG、監督: 森田芳光 - 吉本勝
- 探偵物語、東映・角川映画、監督: 根岸吉太郎 - 辻山秀一 
※テレビドラマ「探偵物語」（1979年 - 1980年）は無関係。

1985年（昭和60年）
- それから、東映、監督: 森田芳光 - 長井代助

1986年（昭和61年）
- ア・ホーマンス、東映・キティフィルム、監督：松田優作 - 風

1988年（昭和63年）
- 嵐が丘、西友・西武メゾングループMEDIACTUEL、監督: 吉田喜重 - 鬼丸
- 華の乱、東映、監督: 深作欣二 - 有島武郎

1989年（平成元年）
- ブラック・レイン、ジャッフェ、ランシング・プロ、監督: リドリー・スコット - 佐藤浩史

### テレビドラマ
1969年（昭和44年） - 1971年（昭和46年）
- 柔道一直線、TBS - エキストラ (試合を観戦する柔道部員) 出演

1972年（昭和47年） - 1973年（昭和48年）
- ワイルド7・NTV - エキストラ(ブラックスパイダー戦闘員役)（最終話）

1973年（昭和48年） - 1974年（昭和49年）
- 太陽にほえろ!・NTV・東宝 - 市役所福祉課職員 役（第35話）、柴田純（通称・ジーパン）刑事 （第53話 - 第111話）

1974年（昭和49年） - 1975年（昭和50年）
- 赤い迷路、TBS・大映テレビ - 都築潤

1975年（昭和50年）
- 俺たちの勲章、NTV・東宝 - 中野祐二

1976年（昭和51年）
- 大都会 闘いの日々、NTV・石原プロ - 第4話「協力者」ゲスト出演 松宮次郎
- 夫婦旅日記 さらば浪人、CX - 第17話「群狼の街」ゲスト出演

1977年（昭和52年） - 1978年（昭和53年）
- 大都会 PARTII、NTV・石原プロ - 徳吉功

1977年（昭和52年） 10月 - 11月
- 森村誠一シリーズ・腐蝕の構造、MBS・東映 - 第4話 - 第7話ゲスト出演 大町信一 (町田竜一二尉)

1978年（昭和53年）
- 大追跡、NTV・東宝 - 最終回ラストシーンにゲスト出演

1979年（昭和54年）
- あめゆきさん、TBS - 山田わかの恋人

1979年（昭和54年） - 1980年（昭和55年）
- 探偵物語、NTV - 工藤俊作

1982年（昭和57年）
- 春が來た、ANB - 風見
- 死の断崖、NTV・セントラルアーツ - 尾形徹男
- 新・事件 ドクターストップ、NHK総合 - 相沢清二
- ホームスイートホーム、NTV - 第8話 - 第11話ゲスト出演

1982年（昭和57年） - 1983年（昭和58年）
- あんちゃん、NTV - 第15話・第16話ゲスト出演 山本倉三

1983年（昭和58年）
- 熱帯夜、CX - 須藤英二
- 土曜ワイド劇場、松本清張の断線、ANB・東映 - 田島（滝村）光夫

1984年（昭和59年）
- 新・夢千代日記、NHK総合 - 岡崎孝夫・前田純孝
- 女殺油地獄、NHK総合 - 与兵衛

1986年（昭和61年）
- ドラマ人間模様・追う男、NHK総合 - 瀬木涼介

1988年（昭和63年）
- 土曜ワイド劇場、桜子は微笑う ラストエンペラーに仕掛けられた妖しい女の罠、ANB - 梔子玲三

1989年（平成元年）
- 華麗なる追跡 THE CHASER、10月7日・NTV - 兼城直也

### ドキュメンタリー
- SOUL RED 松田優作（2009年、ファントム・フィルム） - 生誕60周年及び没後20周年を機にして作られたドキュメンタリー映画
- ラストデイズ「お前は、オレになれる」松田優作×香川照之（2010年12月22日、NHK総合）
- 喫茶優作（2013.10.06-11.03、BS朝日）
  - 喫茶優作 PART2（2014.10.05-11.02、BS朝日）
- アナザーストーリーズ「松田優作　“ブラック・レイン”に刻んだ命」（2022年11月11日、NHK）

### 広告・テレビコマーシャル
- マンダム「GATSBY（ギャツビー）」：ハイチで撮影されたが、優作はハイチのラム酒を手みやげに持ち帰った。そのラム酒が店の定番になったと、レディジェーンの大木店長は述懐している。また80年代に海外でCM撮影した際には、タンゴで使用する楽器、バンドネオンを購入してきたという。（1985年 − 1988年）
- キッコーマン「トライアングル」
- 麒麟麦酒「キリンライトビール」
- 日本ビクター（現：JVCケンウッド）
- サッポロ飲料（現：ポッカサッポロフード&ビバレッジ）「JACK」− 没後に制作。
- Schick - 没後に制作。「探偵物語」の工藤俊作をメインキャラクターにキャンペーンを展開 （2008年）
- グンゼ 「The GUNZE」- 没後に制作。「探偵物語」の工藤俊作をキャラクターとしたコマーシャルを作成
- シャープ「AQUOS R9」- 没後に制作。

など

### 映画主題歌担当
- 鉄騎兵、跳んだ（1980年）
- 死神の使者（東映Vシネマ作品、1991年）
- ガン・ブレス 死ぬにはもってこいの夜 （東映Vシネマ作品、1998年）

## ディスコグラフィ

### シングル
| 発売日           | 面           | タイトル                                    | 作詞         | 作曲           | 編曲           | 規格 | 規格品番 |
| 東宝レコード     | 東宝レコード | 東宝レコード                                | 東宝レコード | 東宝レコード   | 東宝レコード   |      |          |
| ---------------- | ------------ | ------------------------------------------- | ------------ | -------------- | -------------- | ---- | -------- |
| 1976年           | A            | 銀次慕情                                    | 松田優作     | 山西道広       | あかのたちお   | EP   | XT-5009  |
| 1976年           | B            | 居酒屋                                      | 佐井好子     | 佐井好子       | 大野雄二       | EP   | XT-5009  |
| ビクターレコード |              |                                             |              |                |                |      |          |
| 1978年7月25日    | A            | Uターン                                     | 島武実       | 宇崎竜童       | 大野雄二       | EP   | VIH-1023 |
| 1978年7月25日    | B            | ひとよ酒                                    | 佐井好子     | 佐井好子       | 大野雄二       | EP   | VIH-1023 |
| 1980年5月21日    | A            | 白昼夢                                      | 松田優作     | 芳野藤丸       | 大谷和夫       | EP   | VIH-1503 |
| 1980年5月21日    | B            | UPWARD MORE                                 | 東海林良     | 芳野藤丸       | 大谷和夫       | EP   | VIH-1503 |
| 1981年4月21日    | A            | ブラザーズ・ソング                          | 大津あきら   | 鈴木キサブロー | 今剛、川村栄二 | EP   | VIH-1539 |
| 1981年4月21日    | B            | LADY                                        | 大津あきら   | 竹田和夫       | クリエイション | EP   | VIH-1539 |
| 1981年4月21日    | A            | 夢・誘惑                                    | EX、松田優作 | 梅林茂         | 梅林茂         | EP   | VIH-1644 |
| 1981年4月21日    | B            | 246の幾何学 Geometry 246                    | 松田優作     | 梅林茂         | 梅林茂         | EP   | VIH-1644 |
| 1985年3月21日    | A            | ワン・フロム・ザ・ハート One From The Heart | 松田優作     | 梅林茂         | 梅林茂         | EP   | VIH-1662 |
| 1985年3月21日    | B            | ナイト・パフォーマンス Night Performance    | 松田優作     | 梅林茂         | 梅林茂         | EP   | VIH-1662 |

### アルバム

#### オリジナル・アルバム
| 発売日           | タイトル | 規格         | 規格品番     |
| 東宝レコード     | 東宝レコード | 東宝レコード | 東宝レコード |
| ---------------- | --- | ------------ | ------------ |
| 1976年7月25日    | まつりうた | LP           | AX-5001      |
| ビクターレコード | |              |              |
| 1978年8月25日    | Uターン | LP           | VIH-6028     |
| 1980年5月1日     | TOUCH Side:A 1. 壁 2. 三面記事 3. UPWARD MORE 4. ミッドナイト 5. YOKOHAMA HONKY TONK BLUES Side:B 1. 白昼夢 2. 雨の日にはBlues 3. ボヘミアン 4. 戦い続ける男達へ | LP           | VIH-6070     |
| 1997年2月21日    | TOUCH Side:A 1. 壁 2. 三面記事 3. UPWARD MORE 4. ミッドナイト 5. YOKOHAMA HONKY TONK BLUES Side:B 1. 白昼夢 2. 雨の日にはBlues 3. ボヘミアン 4. 戦い続ける男達へ | CD           | VICL-15060   |
| 1981年5月21日    | HARDEST DAY Side:A 1. 灰色の街 2. Bay City Blues 3. Shake Your Blues 4. マリーズ・ララバイ Side:B 1. ブラザーズ・ソング 2. Wondering Road 3. Lady 4. Get Along 5. 天国は遠くの町 | LP           | VIH-28039    |
| 1997年2月21日    | HARDEST DAY Side:A 1. 灰色の街 2. Bay City Blues 3. Shake Your Blues 4. マリーズ・ララバイ Side:B 1. ブラザーズ・ソング 2. Wondering Road 3. Lady 4. Get Along 5. 天国は遠くの町 | CD           | VICL-15061   |
| 1982年11月21日   | INTERIOR Side:A 「OPEN YOUR EYES SIDE Performed with EX」 1. ルポタージュReportage 2. ローリング・トゥエンティーズRoaring Twenties 3. マリエルMariel 4. サウスボーダー South Border 5. 246の幾何学 Geometry246 Side:B 「CLOSE YOUR EYES SIDE Performed with KATSUO OHNO BAND」 1. きめてやる今夜 Gonna Make It Tonight 2. 副作用 Side Effects 3. シンギング・リバーサイド Singing Riverside 4. ダーリンすべてを忘れようじゃないか Let's Forget All Darling | LP           | VIH-28106    |
| 1997年2月21日    | INTERIOR Side:A 「OPEN YOUR EYES SIDE Performed with EX」 1. ルポタージュReportage 2. ローリング・トゥエンティーズRoaring Twenties 3. マリエルMariel 4. サウスボーダー South Border 5. 246の幾何学 Geometry246 Side:B 「CLOSE YOUR EYES SIDE Performed with KATSUO OHNO BAND」 1. きめてやる今夜 Gonna Make It Tonight 2. 副作用 Side Effects 3. シンギング・リバーサイド Singing Riverside 4. ダーリンすべてを忘れようじゃないか Let's Forget All Darling | CD           | VICL-15063   |
| 1985年3月21日    | DEJA-VU ※ 松田優作 with EX Side:A 1. One From The Heart 2. BERLINからのリハーサル＜LessonⅠ＞ 3. Dusky Town〔ダスキータウン〕 4. Platinum Night〔プラチナムナイト〕 5. Red Wind〔赤い風〕 6. BERLINからのリハーサル＜LessonⅡ＞ Side:B 1. Night Performance〔ナイトパフォーマンス〕 2. No Where No 3. Ku’ Damm〔クーダム〕 4. BERLINからのリハーサル＜LessonⅢ＞ 5. DEJA-VU                                                                                   | LP           | VIH-28210    |
| 1997年2月21日    | DEJA-VU ※ 松田優作 with EX Side:A 1. One From The Heart 2. BERLINからのリハーサル＜LessonⅠ＞ 3. Dusky Town〔ダスキータウン〕 4. Platinum Night〔プラチナムナイト〕 5. Red Wind〔赤い風〕 6. BERLINからのリハーサル＜LessonⅡ＞ Side:B 1. Night Performance〔ナイトパフォーマンス〕 2. No Where No 3. Ku’ Damm〔クーダム〕 4. BERLINからのリハーサル＜LessonⅢ＞ 5. DEJA-VU                                                                                   | CD           | VICL-15064   |
| 1987年4月21日    | D.F. NUANCE BAND Side:A 1. 月光 2. ハートブレイククーニャン 3. デューン 4. アメリカ Side:B 1. チャイナモルゲン 2. インシェ 3. オデッサ 4. サイゴン | LP           | VIH-28287    |
| 1997年2月21日    | D.F. NUANCE BAND Side:A 1. 月光 2. ハートブレイククーニャン 3. デューン 4. アメリカ Side:B 1. チャイナモルゲン 2. インシェ 3. オデッサ 4. サイゴン | CD           | VICL-15065   |

#### ライブ・アルバム
| 発売日                     | タイトル | 規格                       | 規格品番                   | 備考               |
| ビクターエンタテインメント | ビクターエンタテインメント | ビクターエンタテインメント | ビクターエンタテインメント |                    |
| -------------------------- | --- | -------------------------- | -------------------------- | ------------------ |
| 1981年11月21日             | HARDEST NIGHT LIVE Side:A 1. 灰色の街 2. Bay City Blues 3. Shake Your Blues 4. 雨の日にはBlues 5. YOKOHAMA HONKY TONK BLUES Side:B 1. ホンキー・トンク・ウーマン 2. Bony Moronie 3. Try Me Tonight 4. Midnight Rambler 5. マリーズ・ララバイ | LP                         | VIH-28068                  |                    |
| 1997年2月21日              | HARDEST NIGHT LIVE Side:A 1. 灰色の街 2. Bay City Blues 3. Shake Your Blues 4. 雨の日にはBlues 5. YOKOHAMA HONKY TONK BLUES Side:B 1. ホンキー・トンク・ウーマン 2. Bony Moronie 3. Try Me Tonight 4. Midnight Rambler 5. マリーズ・ララバイ | CD                         | VICL-15062                 |                    |
| 2017年3月8日               | HARDEST NIGHT LIVE Side:A 1. 灰色の街 2. Bay City Blues 3. Shake Your Blues 4. 雨の日にはBlues 5. YOKOHAMA HONKY TONK BLUES Side:B 1. ホンキー・トンク・ウーマン 2. Bony Moronie 3. Try Me Tonight 4. Midnight Rambler 5. マリーズ・ララバイ | CD                         | VICL-64746                 | 紙ジャケット仕様。 |
| 2021年2月3日               | LAST LIVE 1987年5月12日 大阪サンケイホールでの模様を収録。 Disc1 1. Bay City Blues 2. 夢・誘惑 3. 灰色の街 4. プラチナム・ナイト 5. マリエル 6. イザラ 7. 月光 8. ナイト・パフォーマンス 9. ワン・フロム・ザ・ハート 10. アメリカ 11. インシェ 12. Deja-Vu Disc 2 1. チャイナ モルゲン 2. ハートブレイク クーニャン 3. ローリング・トゥウェンティーズ 4. サウスボーダー 5. 246の幾何学 6. 赤い風 7. オデッサ 8. MC 9. サイゴン 10. No Where No 11. デューン | CD                         | FJSP417                    | 初回限定盤         |

#### ベスト・アルバム
| 発売日                     | タイトル | 規格                       | 規格品番                   |
| ビクターエンタテインメント | ビクターエンタテインメント | ビクターエンタテインメント | ビクターエンタテインメント |
| -------------------------- | --- | -------------------------- | -------------------------- |
| 1990年2月21日              | Yusaku Matsuda 1978-1987 1. 灰色の街 2. BAY CITY BLUES 3. ブラザーズ・ソング 4. マリーズ・ララバイ 5. YOKOHAMA HONKY TONK BLUES 6. ルポルタージュ 7. 夢・誘惑 8. マリエル 9. 246の幾何学 10. DEJA-VU 11. ナイト・パフォーマンス 12. インシェ 13. アメリカ 14. クーダム 15. ONE FROM THE HEART | CD                         | VICL-22009                 |
| 1997年2月21日              | Yusaku Matsuda 1978-1987 1. 灰色の街 2. BAY CITY BLUES 3. ブラザーズ・ソング 4. マリーズ・ララバイ 5. YOKOHAMA HONKY TONK BLUES 6. ルポルタージュ 7. 夢・誘惑 8. マリエル 9. 246の幾何学 10. DEJA-VU 11. ナイト・パフォーマンス 12. インシェ 13. アメリカ 14. クーダム 15. ONE FROM THE HEART | CD                         | VICL-2180                  |
| 2021年3月10日              | Yusaku Matsuda 1978-1987 1. 灰色の街 2. BAY CITY BLUES 3. ブラザーズ・ソング 4. マリーズ・ララバイ 5. YOKOHAMA HONKY TONK BLUES 6. ルポルタージュ 7. 夢・誘惑 8. マリエル 9. 246の幾何学 10. DEJA-VU 11. ナイト・パフォーマンス 12. インシェ 13. アメリカ 14. クーダム 15. ONE FROM THE HEART | UHQCD                      | VICL-77009                 |
| 2021年3月10日              | Yusaku Matsuda 1978-1987 Disc1 1. 灰色の街 2. BAY CITY BLUES 3. ブラザーズ・ソング 4. マリーズ・ララバイ 5. YOKOHAMA HONKY TONK BLUES 6. ルポルタージュ 7. 夢・誘惑 8. マリエル 9. 246の幾何学 10. DEJA-VU 11. ナイト・パフォーマンス 12. インシェ 13. アメリカ 14. クーダム 15. ONE FROM THE HEART Disc2 1. 月光（アナザー・ヴァージョン） 2. ハートブレイク クーニャン（アナザー・ヴァージョン） 3. チャイナ モルゲン（アナザー・ヴァージョン） Disc3『YUSAKU MATSUDA SOUL VIBRATION 1990.02.21』 ※ 1990/2/21にビクタースタジオで行われた追悼ライヴ・イベント。約55分。 ※ 黒田征太郎のライヴ･ペイティングの模様、脚本家・丸山昇一のMCなども収録。 1. YOKOHAMA HONKY TONK BLUES／新井英一 2. BAY CITY BLUES／原田芳雄&FLOWERTOP 3. 246の幾何学／原田芳雄&FLOWERTOP 4. マリーズ・ララバイ／石橋凌 5. ブラザーズ・ソング／THE ROCK BAND、Shy 6. 灰色の街／李世福コネクション 7. Georgia On My Mind／竹田和夫、アイ高野、橋本洋子 8. 月のあかり／桑名正博、原田喧太 9. 人間の証明のテーマ／ジョー山中 10. 1989・REQUIEM／宇崎竜童 11. 天国は遠くの町／全員 | UHQCD +CD +DVD             | VIZL-1868                  |

#### 企画アルバム
| 発売日                     | タイトル | 規格                       | 規格品番                   |
| ビクターエンタテインメント | ビクターエンタテインメント | ビクターエンタテインメント | ビクターエンタテインメント |
| -------------------------- | --- | -------------------------- | -------------------------- |
| 2008年6月11日              | コンプリートボックス「SLOW NUANCE」 ※ 松田優作が残したアルバム8枚を紙ジャケCDにて再現。 ※ 人気ブランド SATORU TANAKA による特製Tシャツつき ※ フォトカード3枚つき DISC-1 『まつりうた』 DISC-2 『Uターン』 DISC-3 『TOUCH』 DISC-4 『HARDEST DAY』 DISC-5 『HARDEST NIGHT LIVE』 DISC-6 『INTERIOR』 DISC-7 『DEJA-VU』 DISC-8 『D.F NUANCE BAND』 | CD                         | VIZL-274                   |

## 関連人物
- 萩原健一 - 「ええ、ぼくは……愛してるっていうか、尊敬してるっていうかね、あの人のことは……」「もちろん、生きているから神じゃないけど、どっちかっていうと人間と神のあいだみたいなとこまで (ショーケンの) レベルは上がっちゃってるんじゃないかと思うね。この国であれくらいのレベルの人は、あの年齢でいないんじゃないすか?」[38]。松田が常に意識し、憧れた同時代唯一の俳優、歌手だった。
- 原田芳雄 - 松田が公私ともに兄貴と慕う俳優。その慕いっぷりは半端ではなく、自宅も原田の隣に構えるほどであった。優作が70年代後半にサングラスをかけていたのは、原田を模倣したものである。クリスマスや正月等は原田・松田両家で友人を呼んでの盛大なパーティーを開いていたが参加者がかなり重なっていて彼らの行き来が大変だったため、松田が「いっその事、家の間の垣根を取っ払いましょうか」と提案したという逸話がある。それに対する原田の答えは「幾ら俺たちの間でも、それはけじめがなさ過ぎるだろう」というものだった。
- 勝新太郎 - 「原田芳雄は、サングラスを取るタイミングを間違えた。優作はショーケンのマネをしすぎた」と発言。
- 岸田森 - 松田が尊敬する俳優。松田は、岸田らが主宰する六月劇場の研修生だった。『探偵物語』などで共演もしている。岸田の葬儀に列席した際には号泣しながら「あの人のことを愛してましたからね、僕は。俳優としても人間としても」とのコメントを発している。
- 安岡力也 - 松田の盟友。松田の生前に、撮影関係者でただ一人病気のことを告白されていた。
- 村川透 - 遊戯シリーズの他、遺作である「華麗なる追跡 THE CHASER」を監督。よく知った仲。松田は村川のことを「監督」ではなくおどけて「トンカク」と呼んでいたらしい。
- 森田芳光 - 「家族ゲーム」「それから」を監督。
- 長谷川和彦- 長谷川が「太陽を盗んだ男」を撮影している時、同じ撮影所で「蘇える金狼」を撮影していた松田が見学に訪れている。危険なストーリーに魅せられた松田に、「長谷川さん、俺にもこんな作品作ってくださいよ」と頼まれたが、その依頼が実現する前に松田は亡くなってしまった。
- 丸山昇一 - 松田と出会って才能を開花させた脚本家。映画製作においてコンビを組むことが多く、松田のアイデアを的確に脚本化できる重要な存在だった。丸山にとって松田は畏怖と尊敬の念が入り混じる存在で、脚本をアップする度に松田からどの様なチェックが入るか戦々恐々としていたそうである。
- 石原裕次郎 - 『太陽にほえろ!』でジーパン刑事役として出演していた松田の役者性に早くから注目。松田の暴力事件では警視庁に情状酌量を願い出て、干された状態だった松田を『大都会 PARTII』の徳吉刑事役にブッキングするなどお気に入りだった。当時松田は刑事役はもうしないと決めており、当初は出演を断ったが、石原裕次郎が自ら出向き出演を依頼して実現した[39]。
- 渡哲也 - 『大都会パートII』などで共演。松田が非常に尊敬していた俳優の一人。松田の行きつけのスナックに呼び出され、「もっと映画に出るべきだ！」と説教をされ、それを「楽しい記憶」と語っている。
- 沢田研二 - 沢田研二20周年パーティに訪れたが、沢田とは仕事をしたことがなかった。不思議に思ったリポーターにつながりを聞かれ、「こちらが一方的にファンですから。同じ世代っていうか同じ時代に生きられるのは本当に幸せですよ。それぐらい好きです」と答えている。また沢田が内田裕也に提供した曲「きめてやる今夜」を松田はカバーしている。
- 桃井かおり - 文学座の一期先輩。「優作ちゃんの演技はオーバーなのよー」と茶化した折、優作が悔し涙を流したというエピソードがある。『竜馬暗殺』『太陽にほえろ!（桃井がゲスト出演）』『熱帯夜』『春が来た』で共演。
- 中村雅俊 - 文学座の一期後輩。『われら青春!』の主役に中村を推薦したのが松田だと言われている。1975年（昭和50年）には『俺たちの勲章』でダブル主演を果たした。
- 水谷豊 - 売れない時代から付き合いのある仲間であり、「優作ちゃん」と呼ぶほどの大の親友。
- 片桐竜次 - 東映作品などの悪役で有名。同郷で『探偵物語』や『大都会 PARTII』、映画でもよく共演しており、松田優作との共演作「新宿25時」という刑事モノの企画もあったが流れてしまった。
- 又野誠治 - 同郷で風貌がよく似ていたこともあり、松田を意識した役づくりをしていた後輩俳優。『太陽にほえろ!』のブルース刑事は、ジーパン刑事を意識した役柄だった。松田は弟分としてかわいがっており、自身が原田芳雄と比較されて苦労した事を又野に話し、「時間はかかるかもしれないが、役者を続けていけ」と激励していた。
- 古尾谷雅人 - 松田を「兄貴」と呼ぶ俳優。『噂の探偵QAZ』など、松田をイメージしたキャラクターの作品を演じた。この作品には、『探偵物語』のレギュラーキャラである松本刑事役の山西道広が、「松本警部」として登場している。
- 山西道広 - 『探偵物語』の松本刑事役。文学座付属演技研究所研究生時代から、松田と同じ時間を共有した俳優のひとり。奥さんが嫉妬するほどの仲が良かったという。また、デビューアルバムに楽曲を提供している。
- 小林旭 - 松田がファンだったという日活アクション映画のスター。ドラマ『探偵物語』は小林のアクション・コメディに影響されているという[40][41]
- 高倉健 - 松田の遺作である『ブラック・レイン』で共演。松田が非常に尊敬していた俳優の一人であり、松田が一緒に写真を撮って下さいとお願いした唯一の俳優でもある。撮影後、松田が世界をまたにかけて活躍する事を期待し、2カ国仕様のロレックスを松田へ渡すべく準備していたが、本人の手に渡ることはなかった。
- 伊藤洋三郎 - 元々は役者になるつもりではなかったが、学生時代に松田と出会い、現場の付き人を経験した。
- 金子正次 - 松田の盟友。金子主演による自主制作映画「竜二」の出資金を募るため、各所に根回しをしたとされる。奇しくも命日が松田と同じ11月6日である。

## 関連著書他
- 『NHK 知るを楽しむ 私のこだわり人物伝』2006年（平成18年）4・5月号、5月放送分・語りと著・リリー・フランキー
- 『松田優作+丸山昇一 未発表シナリオ集』(幻冬舎: のち幻冬舎アウトロー文庫)
- 『松田優作全集 改訂版』 (松田美由紀編、幻冬舎)
- 『越境者 松田優作』 (松田美智子、新潮社: のち新潮文庫。『永遠の挑発　松田優作との21年』（リム出版）に加筆訂正したもの)
- 『松田優作DVDマガジン』（2015年5月26日創刊、全41巻、講談社） - 『探偵物語』全話と、アンケートの結果による人気映画作品を収録[42]。映像特典やマガジンに関係者へのインタビューなどを収録。